# Kanterberg
Kanterberg var en adlig ätt med nummer 869. Den utslocknade år 1787 och var en av de 300 ätterna av tredje klassen som år 1778 uppflyttades till andra klassen.